# Sioux Creek
Sioux Creek – miasto w Stanach Zjednoczonych, w stanie Wisconsin, w hrabstwie Barron.